# Prescott (Arizona)
Prescott – miasto w Stanach Zjednoczonych, w stanie Arizona, stolica i drugie co do wielkości miasto hrabstwa Yavapai. W 2022 roku liczy 47,6 tys. mieszkańców, w tym 85,6% stanowiły białe społeczności nielatynoskie. 
W latach 1864–1867 i 1877–1889 było stolicą Terytorium Arizony.

## Miasta partnerskie
- Caborca, Meksyk
- Suchitoto, Salwador
- Zeitz, Niemcy